# Sundance (Wyoming)
Sundance é uma cidade  localizada no estado norte-americano de Wyoming, no Condado de Crook.

## Demografia
Segundo o censo norte-americano de 2000, a sua população era de 1161 habitantes.
Em 2006, foi estimada uma população de 1194, um aumento de 33 (2.8%).

## Geografia
De acordo com o United States Census Bureau tem uma área de
5,2 km², dos quais 5,2 km² cobertos por terra e 0,0 km² cobertos por água.

## Localidades na vizinhança
O diagrama seguinte representa as localidades num raio de 52 km ao redor de Sundance.